# Rafajel Aleksanian
Rafajel Aleksanian (orm. Ռաֆայել Ալեքսանյանը; ur. 24 maja 1988) – ormiański zapaśnik walczący w stylu klasycznym. Zajął 21 miejsce na mistrzostwach Europy w 2017. Piąty na igrzyskach wojskowych w 2015. Brązowy medalista mistrzostw świata wojskowych w 2014. Ósmy w Pucharze Świata w 2015 i dziesiąty w 2014 roku.